# Polyara leptotrichosa
Polyara leptotrichosa är en tvåvingeart som beskrevs av Hardy 1986. Polyara leptotrichosa ingår i släktet Polyara och familjen borrflugor. Inga underarter finns listade i Catalogue of Life.